# Sebastian Wikström
Sebastian Wikström, född 20 december 1988, svensk landslagssimmare från  Uppsala, ursprungligen Borlänge, tävlande för Upsala S. Son till Pelle Wikström och Eva Lundahl (som hon hette då), båda före detta landslagssimmare och yngre bror till Christoffer Wikström även han landslagssimmare.